# شين كاتو
شين كاتو (باليابانية: 加藤信؛ بالكانا: かとう しん) هو لاعب غو محترف ‏ ياباني، ولد في 5 نوفمبر 1891 في طوكيو في اليابان، وتوفي في 14 يوليو 1952.